# Silene dinarica
Silene dinarica är en nejlikväxtart som beskrevs av Kurt Sprengel. 
Silene dinarica ingår i släktet glimmar, och familjen nejlikväxter. Inga underarter finns listade i Catalogue of Life.